# ATAT1
ATAT1 (англ. Alpha tubulin acetyltransferase 1) – білок, який кодується однойменним геном, розташованим у людей на 6-й хромосомі. Довжина поліпептидного ланцюга білка становить 421 амінокислот, а молекулярна маса — 46 810.
| 10         |  | 20         |  | 30         |  | 40         |  | 50         |
| ---------- |  | ---------- |  | ---------- |  | ---------- |  | ---------- |
| MEFPFDVDAL |  | FPERITVLDQ |  | HLRPPARRPG |  | TTTPARVDLQ |  | QQIMTIIDEL |
| GKASAKAQNL |  | SAPITSASRM |  | QSNRHVVYIL |  | KDSSARPAGK |  | GAIIGFIKVG |
| YKKLFVLDDR |  | EAHNEVEPLC |  | ILDFYIHESV |  | QRHGHGRELF |  | QYMLQKERVE |
| PHQLAIDRPS |  | QKLLKFLNKH |  | YNLETTVPQV |  | NNFVIFEGFF |  | AHQHRPPAPS |
| LRATRHSRAA |  | AVDPTPAAPA |  | RKLPPKRAEG |  | DIKPYSSSDR |  | EFLKVAVEPP |
| WPLNRAPRRA |  | TPPAHPPPRS |  | SSLGNSPERG |  | PLRPFVPEQE |  | LLRSLRLCPP |
| HPTARLLLAA |  | DPGGSPAQRR |  | RTRGTPPGLV |  | AQSCCYSRHG |  | GVNSSSPNTG |
| NQDSKQGEQE |  | TKNRSASEEQ |  | ALSQDGSGEK |  | PMHTAPPQAP |  | APPAQSWTVG |
| GDILNARFIR |  | NLQERRSTRP |  | W          |  |            |  |            |

A: Аланін

C: Цистеїн

D: Аспарагінова кислота

E: Глутамінова кислота

F: Фенілаланін

G: Гліцин

H: Гістидин

I: Ізолейцин

K: Лізин

L: Лейцин

M: Метіонін

N: Аспарагін

P: Пролін

Q: Глутамін

R: Аргінін

S: Серин

T: Треонін

V: Валін

W: Триптофан

Кодований геном білок за функціями належить до трансфераз, ацилтрансфераз, фосфопротеїнів. 
Задіяний у таких біологічних процесах, як ацетилювання, альтернативний сплайсинг, метилювання. 
Локалізований у цитоплазмі, цитоскелеті, мембрані, клатрин-вкритих заглибинах мембрани, клітинних контактах, клітинних відростках.